# Four Log Drums
Four Log Drums est une œuvre du compositeur américain Steve Reich écrite en 1969 pour percussions.

## Historique
Four Log Drums est créé le 27 mai 1969 au Whitney Museum of American Art de New York par Jon Gibson, Philip Glass, Richard Landry, et Arthur Murphy aux percussions et Steve Reich à l'électronique.